# The Meanest of Times
The Meanest of Times er det sjette studiealbum af det amerikansk keltiske punkband Dropkick Murphys. Det blev udgivet den. 18. sptember 2007 på deres nye vanity label Born & Bred Records, som en underafdeling af Cooking Vinyl Records. Deres tidligere albums blev udgivet på Hellcat Records. The Meanest of Times var det sidste album, hvor guitaristen Marc Orrell medvirkede, idet han forlod gruppen efter den turne som de afholdte efter udgivelsen.
Billedet på coveret blev taget på Saint Brendan School in Dorchester tæt ved Quincy med lokale børn på ligeledes.
De første sange fra albummet blev gjort tilgængelige via bandets MySpace-side, startende fra august 2007. Den første sang var "(F)lannigan's Ball", som faktisk var en anden udgave, end den som var med på albummet, da Al Barr og Ken Casey synger på den i stedet for Ronnie Drew og Spider Stacy.
På den amerikanske hitliste Billboard 200 debuterede albummet som nummer 20, og solgte omkring 28.000 eksemplarer i den første uge. Det var nummer 49 på Rolling Stones liste over de bedste albums fra 2007. Albummets første single, "The State of Massachusetts", blev en af de 100 mest spillede sange på US modern rock radio i oktober 2007. Ligeledes i oktober var sangen blevet føjet til 18 spillelister på forskellige amerikanske radiostationer for alternativ rock. I januar 2008 var sangen blevet en af de 60 mest spillede alternative rocksange i USA. Den blev listet som nummer 83 på Rolling Stones liste over de bedste sange fra 2007.
Det var mulig at downloade en coverversion af "The State of Massachusetts" i den specielle indierock-pakke af Guitar Hero II. "Famous for Nothing", "(F)Lanningan's Ball" og "Johnny, I Hardly Knew Ya" var også mulige at hente i en pakke til Guitar Hero III: Legends of Rock for at fejre Skt. Patricks dag, men er ikke længere tilgængelige som download.

## Sange
Sangene "(F)lannigan's Ball", "Fairmount Hill" og "Johnny, I Hardly Knew Ya" er baseret på traditionelle irske folkemelodier. Teksten til både "(F)lannigan's Ball" (based on "Lanigan's Ball") og "Fairmount Hill" (baseret på "Spancil Hill") blev modificeret. Der er adskillige referencer til steder i Bostonområdet, og til personer der bliver associeret med bandet.
"(F)lannigan's Ball" blev delvist indspillet i Westland Studios i Dublin og har gæstevokal af Ronnie Drew fra The Dubliners og Spider Stacy fra The Pogues, der er to af de mest ikoniske personer i henholdsvist irsk folkemusik og folk punk. Sangen er dedikeret til Drews kone Deirdre, som var død kun en måned inden sangen blev indspillet. Det var også den sidste sang, som Ronnie Drew nåede at medvirke på inden han døde den 16. august 2008 i en alder af 73, efter et længere sygdomsforløb.
Bandet indspillede en musikvideo i 2008 til sangen "Tomorrow's Industry", der blev støttet af United Healthcare Workers East og hospitaler i Massachusetts, der kæmper for frie og retfærdige fagforeningsvalg.

## Udgivelse
Der blev udgivet flere forskellige versioner af albummet afhængig af format og områder. For alle versioner gælder det dog, at de første 15 numre er ens, men de har forskellige bonusnumre. Den europæiske version har et cover af Thin Lizzys sang "Jailbreak". En deluxe vinyludgave, som indeholder albummet delt på to 12"-plader, havde de to bonusnumre "Promised Land" og "Baba O'Riley", der er et cover af The Whos sang. Vinyludgaven inkluderede også albummet på CD, men denne havde kun de første 15 numre. Deluxeversionen på iTunes Store blev udgivet med de tre bonusnumre "Forever" (akustisk version), "The Thick Skin of Defiance" og "Breakdown". Bonusnumrene fra iTunes blev også gjort tilgængelige på "The State of Massachusetts" EP, der blev uddgivet i Storbritannien i februar 2008.
En limited edition af The Meanest of Times blev udgivet den 11. marts 2008, og den inkluderer 5 bonusnumre i form af det europæiske bonusnummer, alle tre iTunes-numre samt den originale version af "(F)lannigan's Ball" samt en DVD med musikvideoen til "The State of Massachusetts" sammen med en "bag om" optagelserne til videoen, klip af bandets optræden ved St. Patrick's Day.

## Modtagelse
The Meanest of Times modtog hvoedsageligt positive anmeldelser. Allmusic skrev at albummet var den "strammeste og mest udviklede samlming ssange indtil videre" fra bandet, mens Boston Globe skrev at albummet ikke helt levede op til The Warrior's Code, men at The Meanest of Times stadig var "alt hvad man kan ønske sig fra et Murphys-album." AbsolutePunks anmeldelser skrev ligeledes at The Meanest of Times "ikke var nær så god som de bedste de har udgivet", men at det stadig var "et stykke over middel."

## Spor
| 1.    | "Famous For Nothing"                                     | Dropkick Murphys              | 2:47 |
| 2.    | "God Willing"                                            | Dropkick Murphys              | 3:16 |
| 3.    | "The State of Massachusetts"                             | Dropkick Murphys              | 3:52 |
| 4.    | "Tomorrow's Industry"                                    | Dropkick Murphys              | 2:19 |
| 5.    | "Echoes On "A." Street"                                  | Dropkick Murphys              | 3:17 |
| 6.    | "Vices and Virtues"                                      | Dropkick Murphys              | 2:11 |
| 7.    | "Surrender"                                              | Dropkick Murphys              | 3:15 |
| 8.    | "(F)lannigan's Ball" (feat. Ronnie Drew og Spider Stacy) | Traditional, Dropkick Murphys | 3:39 |
| 9.    | "I'll Begin Again"                                       | Dropkick Murphys              | 2:38 |
| 10.   | "Fairmount Hill"                                         | Traditional, Dropkick Murphys | 3:58 |
| 11.   | "Loyal to No One"                                        | Dropkick Murphys              | 2:25 |
| 12.   | "Shattered"                                              | Dropkick Murphys              | 2:47 |
| 13.   | "Rude Awakenings"                                        | Dropkick Murphys              | 3:23 |
| 14.   | "Johnny, I Hardly Knew Ya"                               | Traditional, Dropkick Murphys | 3:54 |
| 15.   | "Never Forget"                                           | Dropkick Murphys              | 2:51 |
| 46:27 |                                                          |                               |      |

| Limited Edition | Limited Edition                         | Limited Edition               | Limited Edition | Limited Edition | Limited Edition | Limited Edition | Limited Edition | Limited Edition | Limited Edition |
| #               | Titel                                   | Sangskriver(e)                | Længde          |                 |                 |                 |                 |                 |                 |
| --------------- | --------------------------------------- | ----------------------------- | --------------- | --------------- | --------------- | --------------- | --------------- | --------------- | --------------- |
| 16.             | "Jailbreak"                             | Phil Lynott                   | 3:54            |                 |                 |                 |                 |                 |                 |
| 17.             | "The Thick Skin of Defiance"            | Dropkick Murphys              | 2:47            |                 |                 |                 |                 |                 |                 |
| 18.             | "Forever 2007"                          | Dropkick Murphys              | 3:47            |                 |                 |                 |                 |                 |                 |
| 19.             | "Breakdown"                             | Dropkick Murphys              | 2:28            |                 |                 |                 |                 |                 |                 |
| 20.             | "(F)lannigan's Ball (original version)" | Traditional, Dropkick Murphys | 3:39            |                 |                 |                 |                 |                 |                 |
| 63:17           |                                         |                               |                 |                 |                 |                 |                 |                 |                 |

| Europæisk version | Europæisk version | Europæisk version | Europæisk version | Europæisk version | Europæisk version | Europæisk version | Europæisk version | Europæisk version | Europæisk version |
| #                 | Titel             | Sangskriver(e)    | Længde            |                   |                   |                   |                   |                   |                   |
| ----------------- | ----------------- | ----------------- | ----------------- | ----------------- | ----------------- | ----------------- | ----------------- | ----------------- | ----------------- |
| 16.               | "Jailbreak"       | Phil Lynott       | 3:54              |                   |                   |                   |                   |                   |                   |
| 50:36             |                   |                   |                   |                   |                   |                   |                   |                   |                   |

| iTunes Deluxe Edition | iTunes Deluxe Edition        | iTunes Deluxe Edition | iTunes Deluxe Edition | iTunes Deluxe Edition | iTunes Deluxe Edition | iTunes Deluxe Edition | iTunes Deluxe Edition | iTunes Deluxe Edition | iTunes Deluxe Edition |
| #                     | Titel                        | Sangskriver(e)        | Længde                |                       |                       |                       |                       |                       |                       |
| --------------------- | ---------------------------- | --------------------- | --------------------- | --------------------- | --------------------- | --------------------- | --------------------- | --------------------- | --------------------- |
| 16.                   | "Forever (Akustisk Version)" | Dropkick Murphys      | 3:45                  |                       |                       |                       |                       |                       |                       |
| 17.                   | "The Thick Skin of Defiance" | Dropkick Murphys      | 2:46                  |                       |                       |                       |                       |                       |                       |
| 18.                   | "Breakdown"                  | Dropkick Murphys      | 2:27                  |                       |                       |                       |                       |                       |                       |
| 55:40                 |                              |                       |                       |                       |                       |                       |                       |                       |                       |

| Australsk version | Australsk version | Australsk version | Australsk version | Australsk version | Australsk version | Australsk version | Australsk version | Australsk version | Australsk version |
| #                 | Titel             | Sangskriver(e)    | Længde            |                   |                   |                   |                   |                   |                   |
| ----------------- | ----------------- | ----------------- | ----------------- | ----------------- | ----------------- | ----------------- | ----------------- | ----------------- | ----------------- |
| 16.               | "Jailbreak"       | Dropkick Murphys  | 3:54              |                   |                   |                   |                   |                   |                   |
| 17.               | "Promised Land"   | Dropkick Murphys  | 1:59              |                   |                   |                   |                   |                   |                   |
| 52:35             |                   |                   |                   |                   |                   |                   |                   |                   |                   |

| Deluxe Vinyl Edition | Deluxe Vinyl Edition | Deluxe Vinyl Edition | Deluxe Vinyl Edition | Deluxe Vinyl Edition | Deluxe Vinyl Edition | Deluxe Vinyl Edition | Deluxe Vinyl Edition | Deluxe Vinyl Edition | Deluxe Vinyl Edition |
| #                    | Titel                | Sangskriver(e)       | Længde               |                      |                      |                      |                      |                      |                      |
| -------------------- | -------------------- | -------------------- | -------------------- | -------------------- | -------------------- | -------------------- | -------------------- | -------------------- | -------------------- |
| 16.                  | "Baba O'Riley"       | Pete Townshend       | 4:20                 |                      |                      |                      |                      |                      |                      |
| 17.                  | "Promised Land"      | Dropkick Murphys     | 1:59                 |                      |                      |                      |                      |                      |                      |
| 53:01                |                      |                      |                      |                      |                      |                      |                      |                      |                      |

## Personel

### Dropkick Murphys
- Al Barr – vokal
- Tim Brennan – mandolin, tin whistle, akustisk guitar
- Ken Casey – bas, vokal
- Matt Kelly – trommer, bodhran, vokal
- James Lynch – guitar, vokal
- Marc Orrell – guitar, harmonika, vokal
- Josh "Scruffy" Wallace – sækkepibe

### Yderligere personel
- Spider Stacy – vokal på "(F)lannigan's Ball"
- Ronnie Drew – vokal på "(F)lannigan's Ball"
- Rick Barton – guitar på "The State of Massachusetts"
- John Kingsley – Violin
- Halley Feaster – Cello, Strenearrangement